# Levice (Slowakije)
Levice (Hongaars: Léva, Duits: Lewenz) is een industriële districtstad in het zuidwesten van Slowakije met circa 31.000 inwoners. De stad ligt aan de linkeroever van de rivier de Hron en in het noordoosten van de Donauvlakte. Ze is de hoofdstad van het gelijknamige district en van de historische regio Tekov.

## Geschiedenis
De eerste schriftelijk verwijzing naar Levice (als Leua) stamt uit 1156. Tot 1918 behoorde de stad tot het Koninkrijk Hongarije, en vanaf dat moment tot het nieuw ontstane Tsjechoslowakije. Door de Eerste Scheidsrechterlijke Uitspraak van Wenen behoorde de stad van 1938 tot 1945 tijdelijk weer tot Hongarije, en sinds de splitsing van Tsjechoslowakije tot Slowakije.
Na de Tweede Wereldoorlog werd 75 procent van de Hongaarse bevolking gedeporteerd en vervangen door Slowaken. De stad verloor hiermee haar Hongaarse karakter hoewel er tot op de dag van vandaag een levende Hongaarse gemeenschap bestaat.

## Bevolking
De bevolkingssamenstelling van de stad heeft de afgelopen 100 jaar grote veranderingen doorgemaakt. Was het in 1910 nog een Hongaarse stad, in 2011 was het vooral een Slowaakstalige stad.
- In 1910 had Levice een bevolking van 9.675 inwoners, waarvan 8.752 Hongaren, 688 Slowaken en 199 Duitstaligen.

- In 2011 had Levice een bevolking van 34.844 inwoners waarvan 27.050 Slowaken(78%), 3202 Hongaren (9%). 4033 inwoners (12%) gaven bij de volkstelling geen nationaliteit op.

### Bevolkingssamenstelling door de jaren heen
Vanaf het moment dat er volkstellingen werden gehouden in Oostenrijk-Hongarije was de stad een grotendeels Hongaarstalige gemeenschap. In 1880 waren er 6 491 inwoners waarvan er 5106 Hongaren waren. Tijdens de volkstelling van 1910 waren er 8 752 Hongaren op een bevolking van 9 675 personen.
In 1920 kwam de stad samen met het hele noorden van Hongarije onder het bestuur van het nieuw gevormde land Tsjechoslowakije als gevolg van het Verdrag van Trianon. Tijdens de eerste volkstelling van dat land waren de Hongaren weer in de meerderheid met 6 676 op een bevolking van 10 343 personen.
In de jaren '30 van de twintigste eeuw kwam er een grote druk op alle minderheden in Tsjechoslowakije. In 1930 durfden vele Hongaren in de gemeente tijdens de volkstelling er niet meer voor uit te komen dat ze behoorden tot de Hongaarse gemeenschap. Tijdens dat jaar werden er 4 974 Hongaren en 5 956 Tsjechoslowaken geadministreerd op een bevolking van 12 576 zielen. 
De regering van Hongarije was vanaf 1920 bezig om de verloren gegane gebieden met een overwegend Hongaarse bevolking terug te winnen. In samenwerking met de asmogendheden Italië en Duitsland werd in Wenen een grenscorrectie tussen Hongarije en Tsjechoslowakije afgedwongen tijdens de Eerste Scheidsrechterlijke Uitspraak van Wenen. Op 2 november 1938 werd Levice weer Hongaars en kreeg haar oude naam Léva terug. In 1941 werden tijdens de volkstelling 11 763 Hongaren geregistreerd op een bevolking van 12 758 personen.

### Einde van de Hongaarse geschiedenis van Léva
De Tweede Wereldoorlog is in Hongarije lang buiten de deur gehouden doordat de Hongaren loyaal meewerken aan het beleid van Nazi-Duitsland. Maar uiteindelijk werd Hongarije in maart 1944 door Duitsland bezet. In 1945 al staan de Russen voor de deur en slaat een deel van de bevolking op de vlucht voor het rode leger. In 1946 worden de Beneš-decreten uitgevaardigd. Alle Hongaren (en Sudetenduitsers) worden beroofd van hun rechten en collectief schuldig verklaard aan de schade van de Tweede Wereldoorlog. Ze verliezen het recht op hun bezittingen (gronden etc.) en het plan was om alle Hongaren het land uit te zetten. Dit werd in het geval van de Hongaren internationaal afgekeurd, terwijl de Sudetenduitsers wel werden verdreven.
In 1947 werden bij de Vrede van Parijs de grenzen van Trianon weer afgedwongen en is het voorgoed gedaan met het Hongaars bestuur in Léva dat weer terugkeert onder Tsjechoslowaaks bestuur. In Léva dat dan weer Levice heet worden Hongaren gedwongen gedeporteerd naar Sudetenland, ze vluchten of worden tussen 1945 en 1948 uitgeruild met Slowaken uit Hongarije tijdens de Tsjechoslowaaks-Hongaarse bevolkingsruil.
In 1991 heeft de gemeente 33 991 inwoners, er zijn dan nog slechts 5 165 Hongaren (15%), de Slowaken zijn met 28 126 personen de nieuwe meerderheid van de gemeente.

## Stadsdelen
De gemeente Levice bestaat naast de stad Levice zelf uit de volgende kernen. Tussen haakjes staat het jaar waarin het stadsdeel of dorp bij de gemeente werd gevoegd.
- Čankov (1986)
- Horša (1986)
- Kalinčiakovo (1976)
- Malý Kiar (1976)

## Openbaar vervoer

### Treinen
Bij middel van snelle reizigerstreinen is het station Levice rechtstreeks of met overstap verbonden met verscheidene steden en gemeenten, onder meer met de hoofdstad: Bratislava.

### Autobus
Voor het streekvervoer per autobus is er tegenover het treinstation een autobusstation met de naam: « Autobusova stanica Levice ».

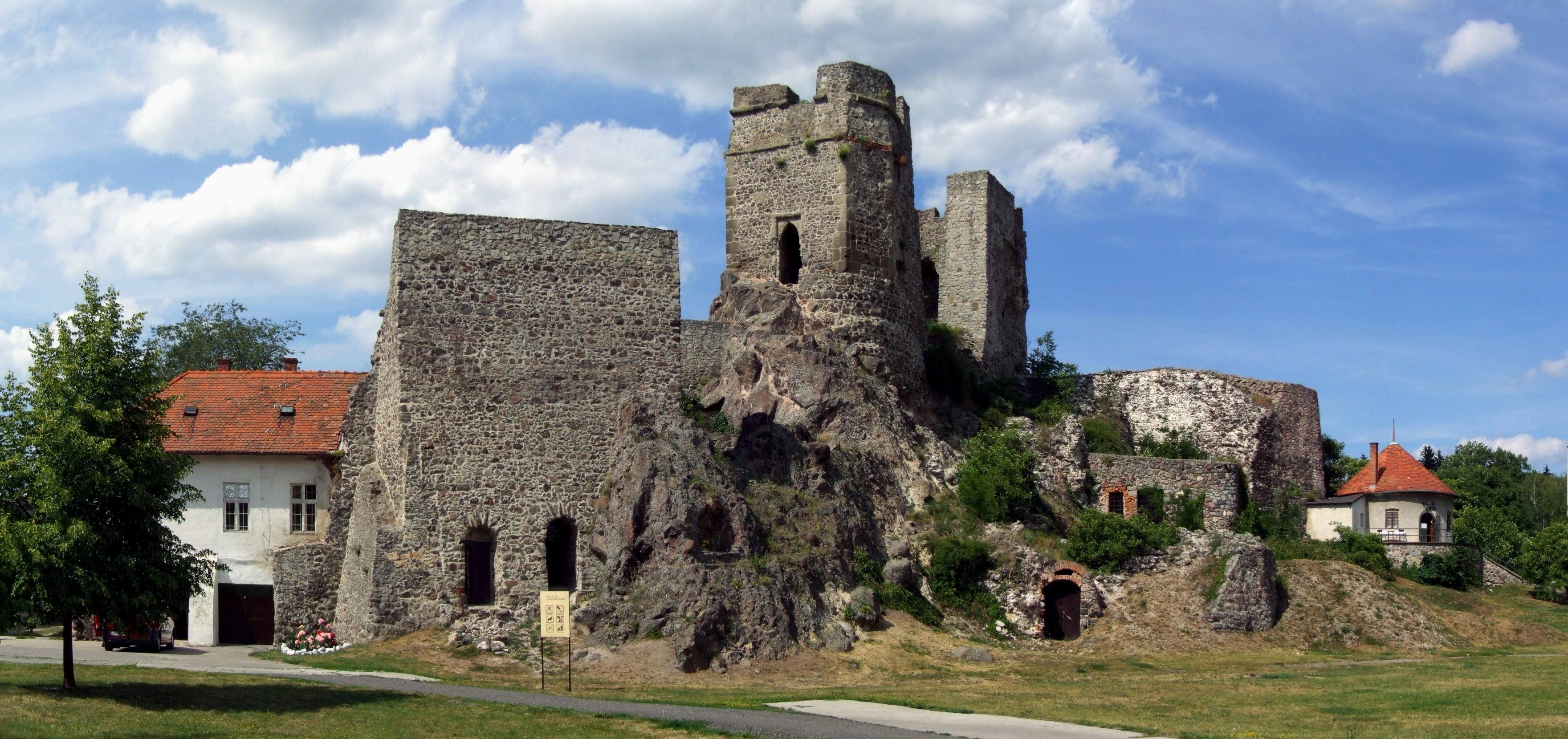
De burcht in Levice

Banská Bystrica · Bardejov · Bratislava · Humenné · Komárno · Košice · Levice · Liptovský Mikuláš · Martin · Michalovce · Nitra · Nové Zámky · Poprad · Považská Bystrica · Prešov · Prievidza · Ružomberok · Spišská Nová Ves · Trenčín · Trnava · Žilina · Zvolen